# Gerard Diels
Gerardus Johannes (Gerard) Diels (Amsterdam, 3 januari 1897 - aldaar, 19 oktober 1956) was een Nederlands journalist en letterkundige (poëzie en essays). Hij schreef ook onder het pseudoniem Gérard d'Ilse.
Na het gymnasium te hebben doorlopen aan het Sint-Jozef-Klein-Seminarie beëindigde Diels voortijdig zijn priesteropleiding om journalist te worden bij De Tijd en De Amstelbode. Na zijn diensttijd was hij een succesvol zakenman en financieel expert in Nederland en Frankrijk, onder meer onder de firmanaam "Haighton en Ruth", gevestigd aan de Amsterdamse Vijzelstraat, vanwaaruit Diels op de beurs in wissels en edele metalen handelde. 
Na de Tweede Wereldoorlog werd Diels lid van de besloten kunstenaarssociëteit De Kring. Ook werd hij in 1948 lid van de Maatschappij der Nederlandse Letterkunde. Samen met Bert Voeten, Koos Schuur, Bert Schierbeek en Hans Redeker richtte Diels Het Woord op, een maandblad voor de nieuwe Nederlandse letterkunde. Hij schreef verschillende essays en gedichten voor het blad. Voor zijn essaybundel Het ongerijmde ontving Diels in 1956 de Prijs van de Stichting Kunstenaarsverzet. 
Gerard Diels werd in het Antoni van Leeuwenhoekziekenhuis behandeld aan een carcinoom aan de slokdarm. Hij overleed op 59-jarige leeftijd na een lang ziekbed aan de gevolgen van de aandoening op zijn woonboot op de Hugo de Grootgracht.  